# Thérèse Marguerite du Cœur de Marie
Maria Luisa Resende Marques, en religion Thérèse Marguerite du Cœur de Marie, née le 24 décembre 1915 à Borda da Mata au Brésil, morte le 14 novembre 2005 à Três Pontas au Brésil, est une religieuse brésilienne de l'ordre du Carmel. Réputée pour sa sainteté, sa cause en béatification est ouverte, l'héroïcité de ses vertus est reconnue, elle est appelée « Vénérable ».

## Biographie

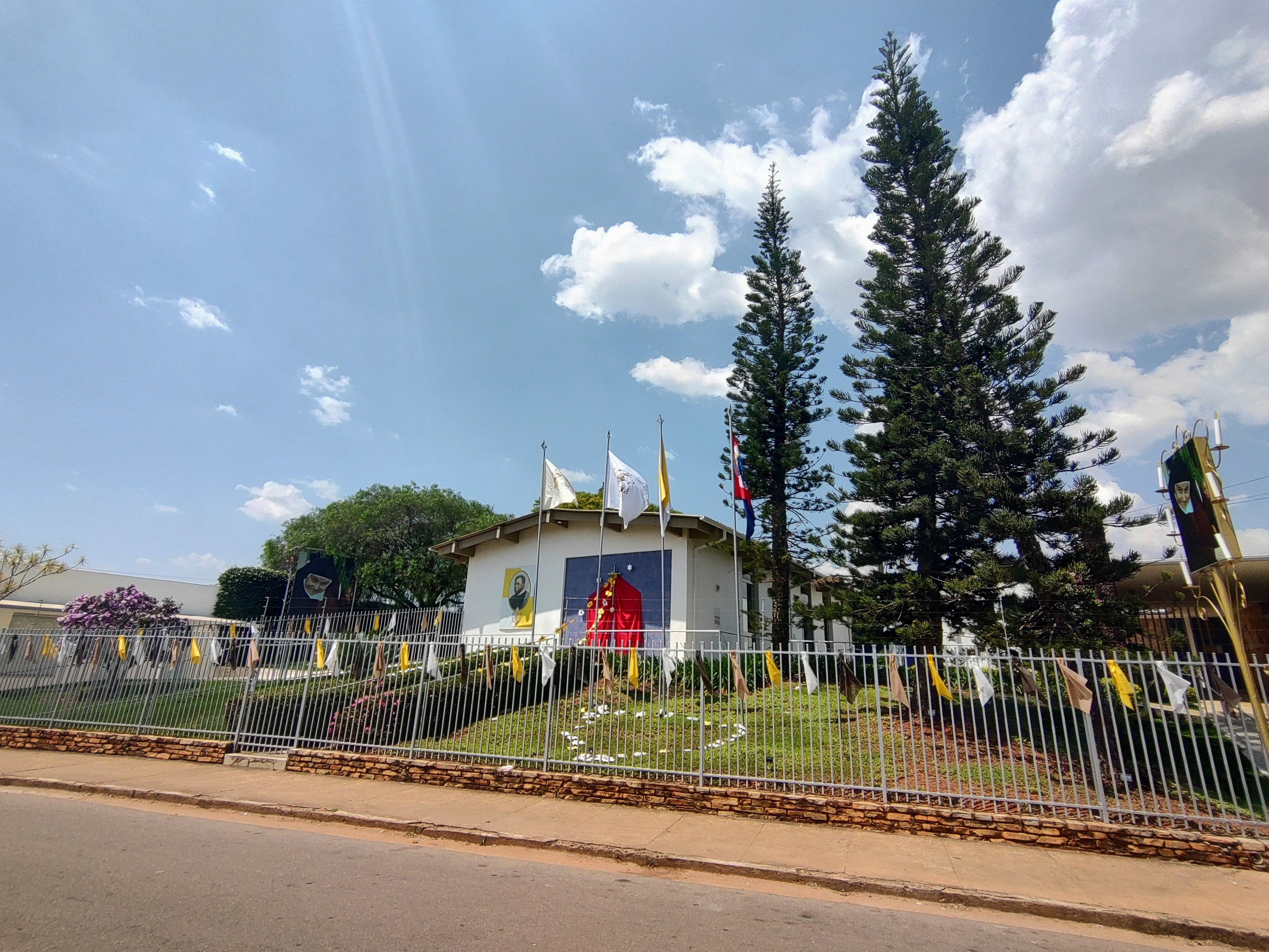
Carmelo elle a fondé

Maria Luisa Resende Marques naît au Brésil le 24 décembre 1915, à Borda da Mata, dans l'État de Minas Gerais,.
Elle ressent la vocation religieuse mais son père s'y oppose d'abord. Elle réussit à le convaincre et entre le 28 mai 1937 au Carmel de Mogi das Cruzes, comme postulante. À l'entrée en noviciat, lors de sa prise d'habit, elle choisit comme nom Thérèse Marguerite du Cœur de Marie. Elle prononce ses vœux religieux le 2 février 1942.
Mère Thérèse Marguerite est élue vice-maîtresse des novices, puis à trente ans elle est élue sous-prieure du couvent. Elle est aussi organiste et portière.
En 1962, elle est envoyée fonder et diriger un nouveau couvent, le Carmel de Saint Joseph à Ávila. Elle appelle à « l'amour gratuit de Dieu », ne sépare pas les novices et postulantes des sœurs profès, voulant que celles-ci participent toutes à la formation des nouvelles carmélites.
Elle meurt le 14 novembre 2005.

## Cause en béatification

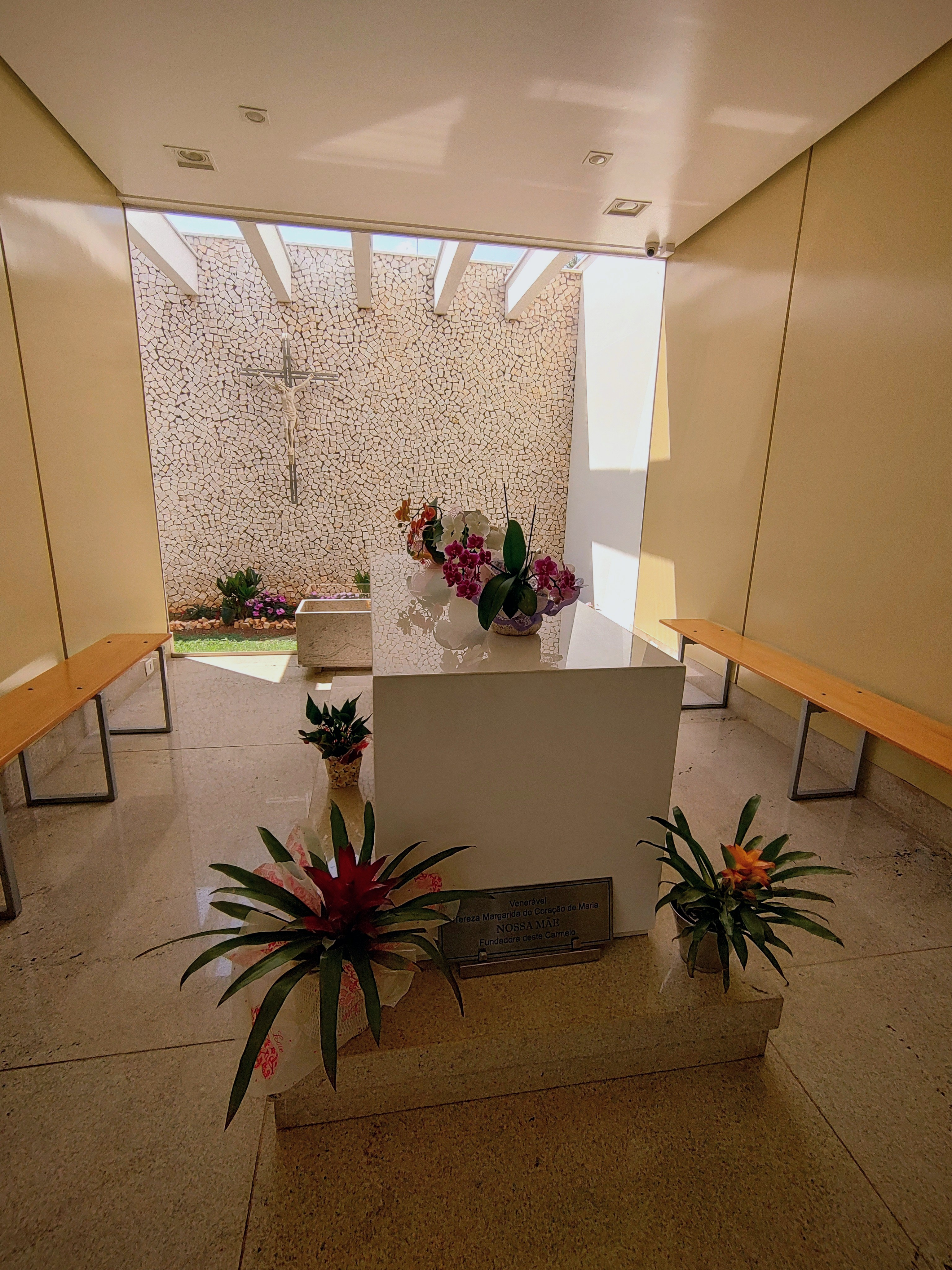
Tombe où elle est enterrée, à l'intérieur du Carmel qu'elle a fondé

La cause pour l'éventuelle béatification de Mère Thérèse Marguerite du Cœur de Marie est ouverte au plan diocésain, et cette ouverture est avalisée par la Congrégation pour les causes des saints. En mai 2023, le pape François reconnaît l'héroïcité de ses vertus, ce qui la proclame « Vénérable ».